# Dévolution de la couronne de France

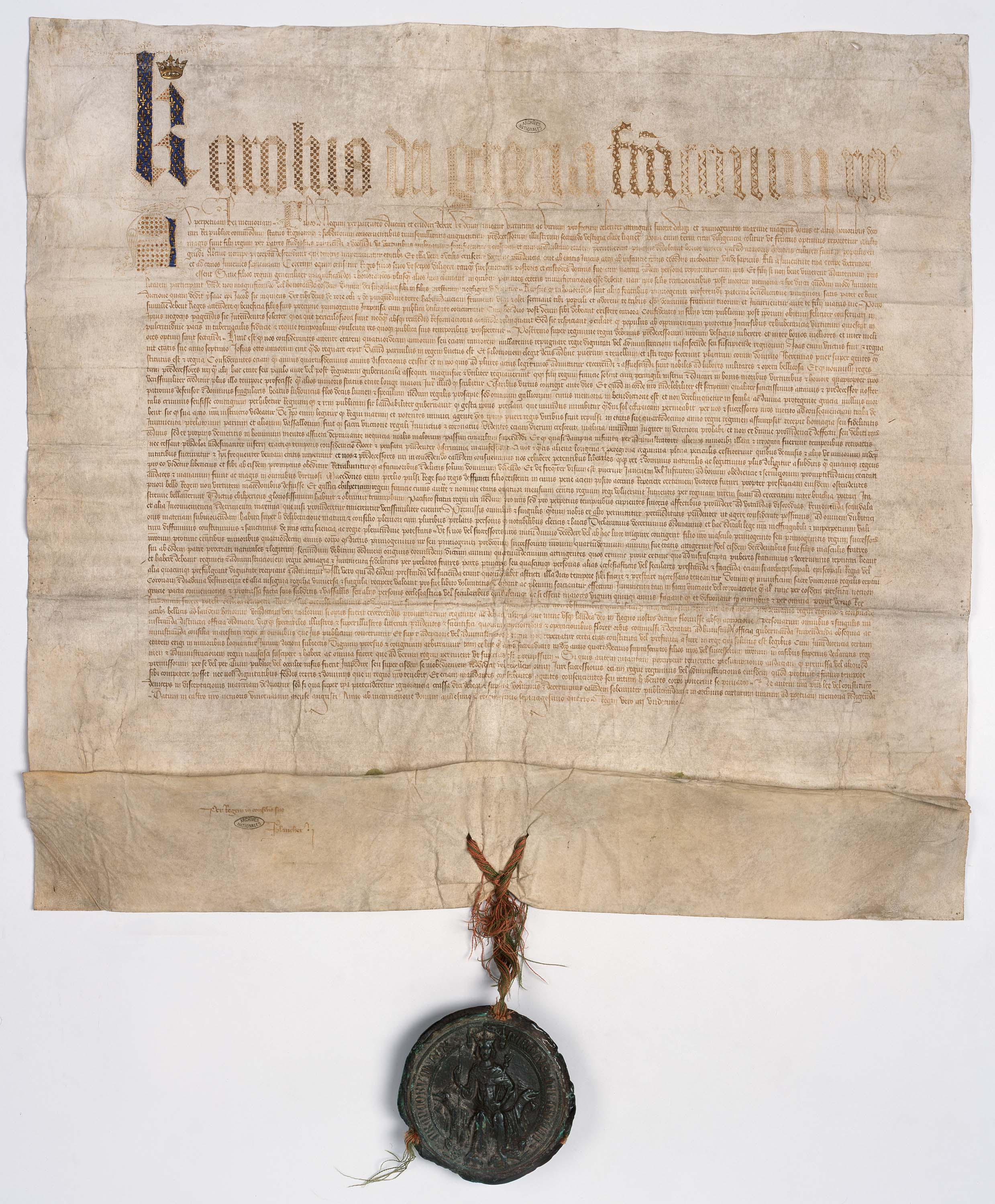
Ordonnance du roi fixant la majorité des rois de France à 14 ans et l'organisation de la régence. Archives Nationales AE-II-395

Dévolution de la couronne de France désigne l'ensemble des lois fondamentales du royaume de France relatives à la succession à la tête du royaume de France.
Sous les royaumes francs mérovingiens et au début des carolingiens, la couronne était déjà héréditaire, mais le royaume était partagé entre les fils du roi lorsqu'il en avait plusieurs. Le territoire était parfois réunifié par l'un d'eux, par exemple à l'occasion de la mort sans descendance d'un autre.
Avec l'émergence de la féodalité, le roi devient progressivement élu par les seigneurs, puis les capétiens parviennent lentement à rétablir l’hérédité de droit, cette fois-ci au bénéfice du seul fils aîné afin de garantir l'unité du royaume.
Les cas de roi mort sans enfant mâle ont ensuite étoffé le corpus, le plus connu de ces épisodes étant la reconnaissance au XIVe siècle de la loi salique excluant les femmes.

## Historique
Ce système a laissé la place en France à des règles de succession qui ont d'abord admis le partage de la royauté entre plusieurs héritiers. C'est le cas chez les Carolingiens, en particulier après le traité de Verdun, conclu en 843 entre les fils de Louis le Pieux, Lothaire Ier, Louis II le Germanique, Charles II le Chauve, qui s'entendent pour morceler l'Empire d'Occident. Ensuite, à la désignation du successeur par le roi parmi ses fils, puis la dévolution légale au seul fils aîné, avec une élection qui s'est progressivement réduite à la participation au sacre des douze pairs de France (représentants des douze grands fiefs de la couronne) et à une acclamation populaire lors du couronnement.
Philippe-Auguste est le dernier roi qui ait été sacré du vivant de son père. À partir de lui, la règle de l'hérédité est établie.
L'avantage de cette réduction de l'élection à un mécanisme légal étant d'éviter les infanticides et les guerres de succession entre les différents partis des candidats, guerres d'autant plus féroces que les femmes et les concubines royales y étaient parties prenantes.

## Usages liés à la succession
Quel que soit le mode d'accession au trône, la royauté tire son autorité dans une certaine forme de continuité, résumée en France par l'expression : « Le roi est mort, vive le roi ». Il n'y a pas d'idée de rupture, la légitimité venant de la sacralité de la fonction et la continuité étant le signe de la permanence du lien. La fonction royale en tant que telle est immortelle, puisque sacrale ; le roi d'une certaine manière se retrouve dans ses descendants, ou ses successeurs. En cas de vacance du pouvoir (exil, minorité, incapacité), la royauté est exercée par un régent, généralement la reine, comme tutrice de son fils héritier, et à défaut un prince de sang élu par un conseil de régence.
Afin de s'assurer avec certitude de la filiation, les reines de France sont tenues d'accoucher en public. L'acte de conception est également fait devant témoins, assurant sur leur honneur de la légitimité de l'enfant à naître.

## Règles de dévolution de la couronne
La dévolution de la Couronne est l'objet principal de ces coutumes fondamentales : elles ont toutes pour finalité d'empêcher que le royaume ne passe en des mains étrangères (notamment en celles des rois d'Angleterre, ennemis héréditaires des Français).
Les lois fondamentales du royaume de France, à caractère constitutionnel, s’imposaient à tous, même au roi, qui ne pouvait ni les ignorer, ni les modifier puisque c’est d’elles qu’il tenait la Couronne. À l’origine de la monarchie française, elles sont l’assise de tout droit au trône de France. Elles se sont développées au cours des premiers siècles de la monarchie capétienne et ont parfois été reprises dans d’autres pays liés à cette dynastie. Les principales sont :

### L’hérédité et la primogéniture
On hérite de la couronne. Ce principe, déjà présent chez les Mérovingiens et chez les Carolingiens, a été assuré aux débuts de la dynastie capétienne par le sacre des héritiers du vivant de leur père.
L’héritier de la couronne est l'aîné. Chez les Mérovingiens et Carolingiens prévalait le partage du royaume en plusieurs parts, ce à quoi mirent fin les Capétiens. Dévolue au fils aîné puis (à défaut), à partir de 1316, à l'oncle ou au frère cadet, la couronne passe ensuite au plus proche cousin agnatique à partir de 1328. Les cadets n’ont droit, eux, qu’à des apanages pour assurer le rang princier de leur descendance mâle légitime.
Il faut cependant remarquer que l’hérédité et la primogéniture n’ont pas toujours été de règle : 
- à la mort de Carloman II, en 884, son héritier, le futur Charles le Simple n’était âgé que de cinq ans. Afin d’assurer la défense du royaume, attaqué de toute part par les Vikings, les grands du royaume ont attribué la couronne à un cousin carolingien, Charles le Gros ;
- à la mort de ce dernier, quatre ans plus tard, la couronne est dévolue à un grand seigneur non carolingien, le robertien Eudes. Ses successeurs ont ensuite été désignés par les grands du royaume jusqu’en 987 et l’élection d'Hugues Capet ;
- afin d’éviter ce système électif et ne pouvant s’appuyer sur les principes d’hérédité et de primogéniture, Hugues Capet et ses successeurs prirent la précaution de faire sacrer leur fils de leur vivant, de sorte qu’à la mort d’un roi, il y avait déjà un autre roi sacré, rendant une élection inutile ;
- Philippe Auguste est le premier des capétiens à ne pas faire sacrer son fils aîné de son vivant, mais le désigne dans son testament comme devant lui succéder. Comme ce testament n’a pas été attaqué, il a été par la suite admis que le royaume de France constituait le patrimoine des rois de France ; et les principes d’hérédité et de primogéniture furent à nouveau affirmés.

### La masculinité et l'exclusion des femmes et de leur descendance

#### Une règle fondée sur la volonté d'éviter le passage du royaume dans les mains d'un prince d'origine étrangère
Les filles sont écartées de la succession. Cette loi a pour raison première d'empêcher que, constituant la dot d'une princesse, le royaume ne puisse passer dans les mains de princes étrangers.
Claude de Seyssel, juriste, théologien et diplomate au service de Louis XII, indique ainsi que : « tombant en ligne féminine, [la succession au Trône] peut venir en pouvoir d’homme d’étrange nation, qui est chose pernicieuse et dangereuse : pourtant que celui qui vient d'étrange nation, qui est d'autre nourriture et condition, et a aultres mœurs, autre langage et autre façon de vuire, que ceux du païs qu'il veut dominer ».
Au début du XVIIe siècle, Jacques-Auguste de Thou, premier président du Parlement de Paris, grand-maître de la bibliothèque et historien du roi (et ami de Jean Bodin), écrit, quant à lui, que « les Français excluent les femmes et leur postérité au trône de France, afin de ne pas être assujettis par leurs mariages, à la domination des princes étrangers ».
En 1769, dans les notes historiques de son Siège de Calais, Pierre Laurent Buirette de Belloy parle en ces termes de l'exclusion d'Édouard III d'Angleterre, qui est étranger : « Édouard reconnaissait la Loi Salique [...]. Mais [il] soutenait que la Loi Salique n'excluait les filles que par la faiblesse de leur Sexe ; et qu'ainsi les Mâles descendus des Filles n'étaient point dans le cas de l'exclusion. C'est à quoi l'on répondait avec avantage que la faiblesse du Sexe n'avait jamais été le fondement de la Loi [...]. On prouvait, avec la même évidence, que l'objet de la Loi Salique avait été d'écarter de la Couronne tout Prince Etranger ; puisque la Nation n'en avait jamais souffert sur le Thrône depuis la fondation de la Monarchie ». Et, en 1834, le comte de Ségur, dans son Histoire de France, martelle que, « si en France on s'était décidé à exclure les femmes, ce n'était point qu'on les jugeât incapables de régner ; mais le vrai motif était la crainte de voir le sceptre tomber dans les mains d'un prince étranger ».
Toutefois, avant même la « redécouverte » de la loi salique, Jeanne, la fille de Louis X, fut, la première, exclue en 1316 (après la mort de son demi-frère, le roi Jean Ier), forcée de renoncer à ses droits — on la tenait pour bâtarde —, et on ne lui laissa la Navarre, qui lui revenait de droit (les princesses pouvant y hériter la couronne), qu'en 1328 (après la mort de son dernier oncle).

#### La réinterprétation de la loi salique à partir duXIVesiècle
La loi salique est une réinterprétation d’une loi civile très ancienne des Francs saliens, rafraîchie au VIIIe siècle par les Carolingiens sous le nom de lex salica carolina. Ce sont ces manuscrits que les experts des XIVe et XVe siècles consultent pour transformer la loi, outil juridique, en un instrument idéologique destiné à exalter la nation franque et la lignée de ses rois. Le chroniqueur Richard Lescot la redécouvre en 1358 dans la bibliothèque de Saint-Denis ; elle sera utilisée pour justifier a posteriori l'exclusion des femmes de la succession au trône de France.
Cet adage en est tiré : Le royaume de France ne saurait tomber de lance en quenouille (la lance étant un attribut masculin, et la quenouille un attribut féminin). La loi salique se combine avec l'adage latin Nemo plus iuris ad alium transferre potest quam ipse habet, ce « principe de droit commun [selon lequel] personne ne peut transporter à autrui un droit qu'il n'a point », applicable à la « succession au Trône », dit Jean-Aimar Piganiol de La Force, conseiller du roi et écrivain. Le premier adage justifie l'exclusion des filles de Philippe V le Long, en 1322 (dont aucune n'épousa un prince étranger). Le second principe, qu'en 1328, Philippe de Bourgogne, petit-fils de Philippe V, n'ait pu succéder à son grand-oncle Charles IV parce qu'il ne pouvait tenir de droits d'une femme (sa mère, Jeanne de France, fille aînée de Philippe V), même si son père, le duc Eudes IV de Bourgogne, était un Capétien (d'une branche cadette descendant d'un frère du roi Henri Ier).
Près d'un siècle plus tard, en 1419, le roi d'Angleterre Henri V, à la fin de la guerre de Cent Ans, voulut placer son fils Henri VI sur le trône de France, en écartant Charles VII ; ses prétentions s'appuyaient sur le fait que la mère de son fils était Catherine de France, fille de Charles VI de France. Cependant, étant une femme, Catherine ne pouvait transmettre des droits à la succession à la Couronne qu'elle ne possédait pas ; et de surcroît, elle avait un frère, le dauphin.
D'autres explications furent avancées par la suite : d'une part, les fonctions de prêtre imposées par le sacre (Pierre Jouvenel des Ursins écrit que : « Roi de France consacré est personne ecclésiastique », mais aussi : « C'est office viril que d'être roi de France ») ; d'autre part, les guerres que devaient mener le roi contre ses vassaux rebelles.
Lors des États généraux de 1593, la candidature d'Isabelle, fille de Philippe II d'Espagne, est repoussée au nom du principe de masculinité, notamment, permettant à Henri IV de s'imposer : l'arrêt Lemaistre du parlement de Paris en date du 28 juin 1593 « annulle tous traités faits ou à faire qui appelleraient au trône de France un prince ou une princesse étrangère, comme contraire à la loi salique et autres lois fondamentales de l'état ».
En cas d’absence de fils mâle, la Couronne revient au plus proche parent mâle du roi. De telles successions se reproduisent tout au long de l'Ancien Régime : ainsi en 1498, 1515 ou en 1574. Elles ne connaissent aucune limite quant au degré de parenté : le roi Henri III de Navarre (fils de la reine Jeanne III de Navarre et d'Antoine de Bourbon, et futur roi Henri IV de France), descendant de saint Louis en ligne masculine directe, succède au roi Henri III de France, son cousin au 21e degré selon le principe de la collatéralité masculine ; il ne parviendra néanmoins à se faire reconnaître comme souverain qu'une fois revenu au catholicisme.

### La continuité ou instantanéité de la Couronne
« Le roi est mort ; vive le roi ! » : dès que le roi meurt, son successeur est aussitôt souverain, car « le roi (l’État) ne meurt jamais ».

### La catholicité
Le roi de France étant sacré selon des rites catholiques, la catholicité est intrinsèque à la Couronne de France. Si cette règle sembla longtemps évidente, dans un pays qui a vu la conversion du premier roi germanique - Clovis - au catholicisme, c’est le problème de la succession de Henri III, pendant les guerres de religion (1562-1598), qui la fait formuler clairement. Le 15 juillet 1588, le roi signe à Rouen l'édit d'union, par lequel il fait sa paix avec la Ligue en s'engageant à combattre les protestants et en excluant tout protestant de la succession au trône de France. En effet, deux parents éloignés peuvent alors prétendre à sa succession : Henri de Navarre qui satisfait à l'ensemble des règles, mais appartient à la religion réformée, et le cardinal Charles de Bourbon, son oncle. Après l'assassinat d'Henri III en 1589 et la mort du cardinal de Bourbon, désigné roi par les ligueurs sous le nom de Charles X, en 1590, le duc de Mayenne convoque les États généraux en décembre 1592 afin de désigner un successeur. Toutefois, devant les remous suscités par l'hypothèse de l'accession au trône d'Isabelle-Claire-Eugénie d'Autriche, les délégués des États rencontrent le 29 avril 1593 Henri IV, avec lequel ils signent la trêve. L'arrêt du président du Parlement de Paris Lemaistre ayant mis la catholicité sur le même plan que les autres lois fondamentales, le 28 juin, Henri IV décide d'abjurer le calvinisme le 25 juillet, ce qui lui permet d'être sacré à Chartres le 27 février 1594.[réf. nécessaire]

### L’indisponibilité de la Couronne et controverses sur la capacité à y renoncer
La Couronne n’est pas la propriété personnelle du roi, qui ne peut en disposer à sa guise. Ce principe a été dégagé par Jean de Terrevermeille. Ainsi Charles VI ne pouvait déshériter son fils Charles VII du trône de France au bénéfice du roi d'Angleterre Henri V, par le traité de Troyes signé avec ce souverain (devenu son gendre).
De même, Louis XIV, qui avait décidé par testament que ses deux fils adultérins légitimés, le duc du Maine et le comte de Toulouse, pourraient être incorporés à la succession au trône au cas où il n’y aurait plus de successibles, n'en avait pas le droit au regard des lois fondamentales. Le courtisan, mémorialiste et membre du Parlement Saint-Simon avait bien écrit, dans ses Réflexions sur l'édit du mois de juillet 1714, qu' « Être appelé à la couronne au défaut des successeurs légitimes est un droit qui se peut concéder. Les lois permettent à un père de famille de disposer dans les siècles à venir ; il est juste que l’État puisse, par des motifs de bien public, ce que peuvent les personnes privées » ; cependant le testament du souverain fut cassé par le Parlement de Paris.
On a beaucoup discuté également de la capacité d'un prince à renoncer ou abdiquer ses droits au trône de France. Le Parlement de Paris — gardien des lois fondamentales selon Hugues Trousset (avocat d'Henri d'Orléans) ou encore selon le juge Poulon — avait jadis émis des réserves quant à l'enregistrement d'un acte d'abdication (en 1525) de François Ier alors en captivité à Pavie, en faveur de son fils aîné ; mais le traité de Madrid de 1526 avait rendu cette renonciation inutile. Celle de Philippe V (préalable aux traités d'Utrecht) fut admise par son grand-père Louis XIV dans des lettres patentes enregistrées par le même parlement ; néanmoins, on devait continuer de débattre du problème au début du règne du jeune Louis XV, unique fils survivant du petit-fils aîné de Louis XIV, qui n'avait pas encore de descendance. Sur la question de la capacité d'un prince à renoncer à ses droits ou d'un roi de France à abdiquer, Juvenal des Ursins avait écrit que le roi « n’a qu’une manière d’administration et usage [de la couronne] pour en jouir sa vie durant » ; il ne peut donc « ni aliéner ou bailler le royaume en autre main..... et quand il a un fils, ne lui peut le roi son père ni autre abdiquer ou ôter ce droit, voire même [sic] s'il le voulait et consentait ». On citera, à l'inverse, cette remarque d'un Anglais imaginaire, tirée de la Conférence d'un Anglois et d'un Allemand sur les lettres de Filtz Moritz (dialogue fictif composé par l'abbé Louis Brigault (ou Brigaud) pour discréditer les partisans du régent Philippe d'Orléans) : « Un Roi de France perd tout droit à sa Couronne, non seulement par la mort, mais encore [...] par cession qu'il fait entre vifs, au plus proche héritier du Sang, capable de succéder. Ainsi le Roi Carloman (fils de Charles Martel) ceda sa Couronne à son Frere Pepin, pour se retirer au Mont Cassin ». Pierre Laurent Buirette de Belloy dit, dans les notes historiques de sa tragédie le Siège de Calais, que « ce ne fut que par le Traité de Brétigny qu'Edouard [Édouard III d'Angleterre, par ailleurs exclu par les légistes en tant que descendant en ligne féminine des Capétiens] renonça enfin à la Couronne de France » . Et l'avocat et historien Gabriel-Henri Gaillard, que, « suivant l'article 12 du traité de Brétigny, [...] le Roi d'Angleterre de son côté devait renoncer à la Couronne de France ». Selon Patrick Germain, théoricien orléaniste du XXIe siècle, une dynaste — la fille de Louis X (demi-sœur de Jean Ier) — a pu valablement renoncer à ses droits ; mais celle-ci n'a de fait renoncé qu'à des prétentions : suivant l'historien médiéviste et archiviste Jules Viard, l'assemblée réunie en février 1317 pour résoudre la succession du roi Jean Ier, avait « posé en principe que les femmes n'avaient pas le droit de succéder à la couronne » (Tunc etiam declaratum fuit quod ad coronam regni Franciæ, mulier non succedit) — même si la loi salique n'était pas encore invoquée à ce moment-là. Patrick Germain, de son côté, avance l'argumentation suivante : « Tout tourne autour de la question de savoir si la renonciation au trône de France du petit-fils de Louis XIV, Philippe V d’Espagne, était valide ou non. La question principale est de savoir si l’on peut renoncer de son propre chef à la couronne en France ou pas. En regardant l’histoire, il semble que oui. En effet, en 1316, Jeanne de France, fille de Louis X et de Marguerite de Bourgogne, a été contrainte par ses oncles, Philippe V puis Charles IV en 1322, puis par son cousin Philippe VI de Valois en 1328 à renoncer à ses droits alors qu’elle était l’héritière la plus directe de Louis X. La grand-mère de Jeanne, Agnès de France [...] s’opposa à cette renonciation, tout autant que l’Église. Cette renonciation n’a rien à voir avec une quelconque application de la loi dite Loi salique, c’est une décision d’opportunité. Cette loi ne sera en effet « exhumée » qu’en 1358 par un moine de Saint-Denis nommé Richard Lescot et ne sera codifiée qu’en 1460, sous Charles VII sous le nom de « La loi salique, première loi des François, faite par le roi Pharamond, premier Roy de France ». [...] Il existe donc un précédent historique qui démontre que la renonciation est donc possible. ». Dans un texte de 1895 titré Comment les femmes ont été exclues, en France, de la succession à la couronne, l'historien et archiviste Paul Viollet précisait les circonstances de cette renonciation de la demi-sœur de Jean Ier, postérieurement à son exclusion du trône de France après l'avènement et le sacre de son oncle Philippe V : « Le 27 mars 1318 (n. s.), un nouveau traité fut conclu à Paris entre Philippe le Long et Eudes, duc de Bourgogne, ce dernier agissant au nom de sa nièce, en son nom propre et en celui de sa mère, avec laquelle il était tuteur ou curateur de cette nièce. Par ce traité le duc de Bourgogne renonce définitivement pour sa nièce aux droits qu'elle pouvait avoir sur les royaumes de France et de Navarre. Il renonce de plus, au nom de cet enfant et en faveur de Philippe le Long et de sa postérité masculine, aux droits qu'elle avait sur les comtés de Champagne et de Brie. Il s'engage à lui faire ratifier ce traité lorsqu'elle aura atteint l'âge de douze ans et à obtenir plus tard la même ratification de son mari. Ce mari sera, aux termes mêmes du traité Philippe d'Évreux ». Sur l'éventuel argument d'une impossibilité biblique de renoncer au trône (puisque le roi de France l'est par la grâce de Dieu), le marquis de Roux (qui fut l'avocat de l'Action française et l'un des principaux militants orléanistes du XXe siècle) soutint que « Depuis Esaü, dont la Bible considère la renonciation à son droit d'aînesse comme très valable pour lui et ses descendants, l'Histoire est remplie d'actes de ce genre qui ont porté effet » ; aussi, selon le marquis : « Qu'un prince puisse légitimement renoncer à ses droits pour lui-même, ce n'est pas un instant douteux : la renonciation vaut en plus pour sa descendance si elle a pour but, soit de le soustraire aux obligations de son statut familial [mariage inégal, par exemple], soit de lui procurer un avantage incompatible avec son titre ». On relèvera que jamais le Parlement de Paris ne devait annuler les lettres patentes de Louis XIV admettant la renonciation de Philippe V d'Espagne à ses droits sur le trône de France pour lui-même et sa descendance. À noter que, sous la Restauration, monarchie constitutionnelle, le roi Charles X abdiqua la couronne à la suite des Trois Glorieuses de 1830, puis son fils le dauphin Louis-Antoine renonça à ses droits sous la pression paternelle, en faveur de leur petit-fils et neveu (et plus proche parent) Henri, duc de Bordeaux, dit le comte de Chambord ; cet acte fut transcrit le 3 août sur le registre de l'état civil de la maison royale (aux archives de la Chambre des pairs) et inséré au Bulletin des lois du 5 août 1830 .

### L'exclusion des princes étrangers et controverses sur la portée de ce principe
« La très Chrétienne Maison de France, par sa noble constitution, est incapable d’être assujettie à une famille étrangère », rappelle l'évêque, prédicateur et écrivain Bossuet, en 1683, dans son Oraison funèbre de la reine Marie-Thérèse. Au moment de la mort de Charles IV, Philippe VI de Valois (dont le père, investi roi d'Aragon par le pape, n'y régna jamais), Capétien le plus proche par les mâles du défunt, succède au trône. Nicole Oresme, évêque de Lisieux et conseiller de Charles V, écrit que « Tous François sunt d’un lignage, car ils ont aucune similitude ou affinité ou proceineté naturele communelment. [...] Et donques le roy qui est pere de ses subjects [...] doit avoir [...] unité ou convenience de lignage, comme dit est. Par quoy il s’ensuit que ce est inconvenient et chose desnaturele ou hors nature que un homme soit roy d’un royalme et qu’il soit de estrange païs ». S'agissant ici de l'accession au trône de Philippe VI et de l'impossibilité pour les mâles issus des filles des rois de France de revendiquer la succession, Jean-Aimar Piganiol de La Force, conseiller du roi et écrivain, évoque dans son Introduction à la description de la France et au droit public de ce royaume l'application à la « succession au Trône » de l'adage latin Nemo plus iuris ad alium transferre potest quam ipse habet, ce « principe de droit commun [selon lequel] personne ne peut transporter à autrui un droit qu'il n'a point. ». Le roi Édouard III d'Angleterre (fils d'Isabelle, elle-même fille de Philippe IV le Bel), qui prétendait à la succession, n'est pas un Capétien, ni même le plus proche parent du défunt : si la succession au trône avait admis les mâles issus des filles des rois de France, Édouard n'était pas le mieux placé pour succéder à Charles IV, car Jeanne de France, fille aînée de Philippe V, avait un fils, Philippe de Bourgogne (né en 1323) — dont les droits éventuels auraient primé ceux d'Édouard —, et qu'allaient naître, en 1330 et en 1332, deux autres successeurs potentiels (le futur Louis II de Flandre, second petit-fils de Philippe V, et le futur Charles II de Navarre, petit-fils de Louis X). D'autre part, Édouard est roi d'Angleterre ; or, selon le continuateur du chroniqueur bénédictin Guillaume de Nangis, « ceux du Royaume de France ne pouvaient souffrir volontiers d'être soumis à la souveraineté des Anglais ». L'exclusion des princesses et de leur descendance avait pour raison première, comme on l'a vu, d'empêcher que le royaume de France ne pût passer en des mains étrangères, ainsi que le mirent en relief Claude de Seyssel, le premier président de Thou, Pierre Laurent Buirette de Belloy ou encore le comte de Ségur dans son Histoire de France .
Le principe de l'exclusion des « prince ou princesse estrangers » de la succession au trône de France devait être solennellement réaffirmé dans le contexte des guerres de religion. Après la mort d'Henri III, son héritier selon la loi salique était le roi Henri III de Navarre, souverain d'un pays étranger mais de lignage français, Capétien (fils d'Antoine de Bourbon, descendant direct de saint Louis) et qualifié de premier prince du sang de France, où il vécut le plus souvent et où se trouvait l'essentiel de ses possessions. Mais, protestant, le monarque navarrais n'était pas accepté par les Ligueurs, qui voulaient abolir la loi salique et mettre sur le trône une Habsbourg espagnole catholique, l'infante Isabelle. Cette dernière était petite-fille du roi de France Henri II, mais par sa mère, Élisabeth de France, qui avait épousé le roi d'Espagne Philippe II. Le parlement de Paris rendra alors son célèbre arrêt Lemaistre, le 28 juin 1593, qui « annulle tous traités faits ou à faire qui appelleraient au trône de France un prince ou une princesse étrangère, comme contraire à la loi salique et autres lois fondamentales de l'état » et réaffirme avec force, en application desdites « loi salique et autres lois fondamentales de l'état », le principe de l'exclusion des princes étrangers du trône de France (ici, les Habsbourg mais aussi les Savoie, car la sœur cadette de l'infante Isabelle avait épousé le duc de Savoie, Charles-Emmanuel Ier, dont elle avait déjà six enfants) en même temps qu'il consacre la loi de catholicité. En effet, dans cet arrêt prononcé en séance plénière, les parlementaires rappellent par deux fois les conditions posées par les lois fondamentales pour déclarer le nouveau roi, qui doit être catholique et Français : « maintenir la religion catholique, apostolique et romaine et l'état et couronne de France, sous la protection d'un bon roi très chrestien, catholique et françois » et « Que les lois fondamentales de ce royaume soient gardées [...] pour la déclaration d'un roi Catholique et français [...] ; et qu'il y ait à employer l'autorité [...] pour empescher que sous prétexte de la religion, [la couronne] ne soit transférée en main étrangère contre les lois du royaume ».  
Il y a dans l'arrêt Lemaistre, insiste l'universitaire Jean-François Noël, au-delà de l'appartenance au « sang royal » de France, une « claire exigence "française" de l'attendu ». Dès 1587, le magistrat Pierre de Belloy — selon lequel, pour succéder au trône, il faut être « bon françois et trèsfidèle subiet [sujet] de la Couronne de France » — affirme que « la rayson de la loy de France [...], laquelle exclut le sexe féminin de la succession de la couronne, n'est point fondée sur l'imbécillité et infirme condition du sexe, laquelle se trouve aussi trop souvent au sexe masculin : mais principallement pour empêcher qu'elle ne tombe en estrangère main, et que le royaume ne soit gouverné par un autre que par un François [...], et qui ait notable intérest et affection naturelle à la conservation de sa patrie ». André Favyn, écrivain héraldiste, avocat au Parlement de Paris, conseiller du roi, dit dans le même sens que « la Noblesse de France [...] n’a jamais voulu recognoistre Prince Estranger pour son Roy; voire fust-il du Sang de France ». Cet auteur s'appuie sur un épisode de l'époque carolingienne, antérieur à la constitution des lois fondamentales : Arnulf de Carinthie, bâtard — les bâtards n'étaient pas alors inaptes à succéder — carolingien, devenu roi des Francs orientaux (puis empereur) après la déposition de son oncle Charles III le Gros, ne fut pas reconnu par la noblesse de Francie occidentale, qui lui préféra Eudes, comte d'Anjou (un Robertien, grand-oncle d'Hugues Capet). Pour Eudes de Mézeray, le principe même de l'exclusion des étrangers du trône de France a présidé à l'accession à la couronne de la dynastie capétienne : s'inscrivant dans la filiation de l'archevêque de Reims Adalbéron — qui devait sacrer Hugues Capet (fondateur de la troisième dynastie) et reprochait notamment à son compétiteur, le carolingien Charles de Lorraine, d'avoir « perdu la tête au point de s'être remis au service d'un roi étranger Otton II » —, « notre historien le plus lu du XVIIe siècle » écrit que Charles de Lorraine « s'estoit destitué luy-même en se rendant estranger ». Tout comme pour Macedo avant lui, selon lequel : « Charles s'étant dévoué aux Allemands, la France, qui n'a jamais pu souffrir le joug des étrangers, l'écarta de la royauté, la coutume fondamentale étant en cela de connivence avec  la nation et approuvant tacitement cette exclusion ». De son côté, le courtisan et mémorialiste Saint-Simon — qui, dans ses Réflexions sur l'édit du mois de juillet 1714, allait aussi soutenir la validité du testament de Louis XIV rendant dynastes ses bâtards légitimés, bien que ledit testament devait être cassé par le Parlement de Paris comme contraire aux lois fondamentales — professe en 1711, dans son Estat des changements arrivéz à la dignité de duc et pair de France,, que : « le Roy [...] est François, et ne le fust il pas né, il le devient dans l'instant qu'il est devenu Roy de France reconnu et légitime »,. Dans sa Conférence d'un Anglois et d'un Allemand sur les lettres de Filtz Moritz (dialogue fictif entre deux ennemis de la France et du pape, composé pour discréditer les partisans du régent Philippe d'Orléans), l'abbé Louis Brigault (ou Brigaud) fait dire à un Anglais imaginaire qu'« Un Prince du Sang de France perd son Droit à la Couronne, par un acte volontaire [d'expatriation] » (p. 205). Cet Anglais fictif illustre son propos du même exemple que Mézeray et Macedo : « Charles, Fils de France, en prenant le Duché de (la basse) Lorraine, perdit légitimement par le seul fait, le titre légitime qu'il avait auparavant, lui et ses Enfants, à la Couronne de France. » (p. 205) ; car « Le premier devoir [d'un] Prince du Sang de France, [est] d'obéir aux Rois de France et de servir la France » (p. 207). Quant à l'abbé de Margon, dans ses Lettres publiées sous le pseudonyme de Filtz Moritz, il précise : « Un Prince du Sang [expatrié] qui a perdu le droit de succéder à la Couronne, ne peut le transmettre à sa postérité » (Filtz Moritz ou Margon, cité par l'Anglais discutant avec l'Allemand, mis en scène par Brigault en réponse à Margon, p. 212).
Plusieurs Capétiens devinrent pourtant rois de France alors qu'ils étaient souverains d'un pays étranger au moment de leur accession au trône. Au cours de l'Histoire, trois rois de Navarre devaient, ainsi, recueillir la couronne de France. Au Moyen Âge,  Philippe IV le Bel, déjà roi consort de Navarre (c'est-à-dire du chef de sa femme, la reine régnante Jeanne Ire de Navarre, qui administrait seule ses États) et qualifié jusque-là de : « Philippe, fils aîné de roi de France, par la grace de Dieu, roi de Navarre ». Puis son fils Louis X le Hutin, déjà roi régnant de Navarre, où il n'avait eu l'autorisation paternelle de se rendre qu'en 1307 pour son couronnement, et qualifié de : « Louis, fils aîné de roi de France, par la grace de Dieu, roi de Navarre ». Et le premier souverain Bourbon, Henri IV (fils d'Antoine, lui-même roi consort de Navarre du chef de sa femme la reine Jeanne), déjà roi régnant de Navarre et, à l'instar de son père, premier prince du sang de France où il était né, avait vécu le plus souvent, comme on l'a vu, où se trouvait l'essentiel de ses possessions (principauté de Béarn, duchés d’Alençon, de Vendôme, comtés de Marle, La Fère et Soissons, duché d’Albret, vicomtés de Marsan, de Gabardan et de Tursan, comté de Foix, comté de Bigorre, vicomtés de Fezensac et des Quatre-Vallées, comté d’Armagnac et vicomté de Lomagne, comtés de Rodez et de Périgord et vicomté de Limoges) et où ce prince était pourvu de la charge de gouverneur de Guyenne et de Gascogne. Cependant l'État navarrais, rappelle l'historien Jean-François Noël, était de toute façon un « pays officiellement associé et quasi incorporé à la France » — et le fut davantage encore après l'avènement d'Henri IV. Un des prédécesseurs d'Henri de Navarre,  François II, encore adolescent, était devenu quant à lui roi consort (c'est-à-dire du chef de sa femme Marie Stuart) d'Écosse, mais le jeune dauphin ne parut jamais dans le royaume de son épouse, elle-même alors domiciliée en France, jusqu'à son accession à la couronne de France. Son frère le futur Henri III (dernier souverain Valois), enfin, roi élu en 1573 de Pologne, avait vécu dans ce royaume, mais, nonobstant son séjour à l'étranger, avait obtenu du roi Charles IX des lettres patentes lui conservant, ainsi qu'à ses hoirs éventuels, ses droits au trône de France et la qualité de régnicole, et n'avait pas été privé de ses apanages d'Angoulême, d'Orléans, de Bourbon, d'Auvergne, de Forez, d'Agen et de Rouergue, jusqu'au  moment de revenir ceindre la couronne de France. Les lettres patentes de Charles IX bénéficièrent plus tard au duc d'Alençon, son dernier frère, partant à la conquête des Pays-Bas sous Henri III ; et de semblables lettres furent accordées au prince de Conti, candidat au trône viager de Pologne sous Louis XIV. Au contraire du duc d'Anjou (petit-fils de Louis XIV) : devenu en 1700 le roi régnant Philippe V d'Espagne, ce prince ne fut maintenu par lettres dans ses droits et qualité de régnicole que de 1700 à 1713 (jusqu'à leur révocation en vue des traités d'Utrecht), ne conserva pas son apanage d'Anjou (donné en 1710 au futur Louis XV) ni aucune charge en France (même si le titre de fils de France reçu à sa naissance fut toujours mentionné dans l'Almanach royal, par exemple dans celui de 1727 et dans celui de 1746,) après son accession au trône d'Espagne, sa renonciation à ses droits sur la couronne de France et son établissement définitif dans son royaume — où naquirent ses enfants espagnols et où il devait mourir en 1746. Et l'abbé de Margon (cité par Brigaud), de conclure dans ses Lettres publiées sous le pseudonyme de Filtz Moritz que, si par hypothèse Philippe V dépossédé de sa qualité de Français pour devenir un souverain étranger accédait au trône de France, « le Roi d'Espagne agirait un peu contre la Couronne et le Royaume de France, en rendant la France, une Province d'Espagne, comme cela arriverait s'il conservait les deux Couronnes » (Margon, cité par l'Anglais imaginaire de Brigault, p. 206-207).
Il convient, pour finir, d'aborder le problème de l'application aux princes étrangers du droit d'aubaine. Sur la définition du droit d'aubaine, Philippe-Antoine Merlin de Douai, procureur général à la Cour de cassation, cite dans son Répertoire de jurisprudence le résumé fait par son collègue Lebret des incapacités — appelées vice de pérégrinité — frappant, par principe, les étrangers dans l'ancien droit : « Voyons quels sont les effets que produit le droit d'aubaine. Le premier est qu'il rend tous étrangers incapables de tenir des états, offices et des bénéfices dans [le] royaume. [...] Davantage, le même droit ôte encore à l'étranger le droit de disposer de ses biens par testament et le rend incapable de succéder à ses propres parents qui résident en France ». On citera aussi l'ordonnance de Louis XIV de 1669, montrant l'importance en cette matière du critère de l'« établissement stable et sans retour » : « Défendons à tous nos sujets de s'établir sans notre permission dans les pays étrangers, par mariages, acquisitions d'immeubles, transport de leurs familles et biens, pour y prendre établissement stable et sans retour, à peine de confiscation de corps et biens, et d'être réputés étrangers. » À un premier projet (de 1713) de lettres patentes pour l'enregistrement des renonciations de Philippe V à la couronne de France (et destinées à révoquer celles de 1700 lui conservant ses droits et la qualité de régnicole), ainsi rédigé : « la première qualité essentielle pour estre assis sur le Throsne de France et pour porter la [...] Couronne est la qualité de François, que la naissance [...] donne et que tous [...] sujets habitans en pays estrangers, leurs enfans lorsqu'ils y naissent, soit Princes [du] sang [de France], soit autres quels qu'ils soient, ne peuvent mesme recueillir la moindre succession dans nostre Royaume [en France] si ce défaut n'est corrigé par nos lettres », Henri François d'Aguesseau, procureur général au Parlement de Paris, avait fait les réserves suivantes : « On n'a point mis jusques à présent, dans la bouche de nos Roys, cette maxime qui suppose qu'un Prince est incapable de succéder à une couronne à laquelle la voix de la nature l'appelle parce qu'il est né ou qu'il demeure dans un pays estranger. On a bien prétendu que le droit d'aubaine devoit avoir lieu contre les souverains mesmes, lorsqu'ils vouloient recueillir une succession particulière ouverte dans ce Royaume et Mr Dupuy [le juriste et auteur Pierre Dupuy, neveu du président de Thou et conseiller d'État], qui a esté le grand deffenseur de cette opinion avec peu de succès dans la cause de Mr de Mantoüe, est luy-mesme forcé d'avouer que cette maxime [...] est née au plus tost sous le règne de Charles 8 » et « les maximes fondamentales de l'Estat et cette espèce de substitution perpétuelle qui appelle successivement les Princes du sang chacun dans leur ordre à la Couronne, valent bien des lettres de naturalité ». Ce magistrat craignait que, réciproquement, les « prétentions [des] Roys [de France] sur des couronnes estrangères » ne soient à l'avenir repoussées sur ce fondement. Il considérait aussi que les lettres dont avait bénéficié Henri III lui conservant ses droits et la qualité de régnicole étaient « de précaution et non pas de nécessité » — au contraire de l'Anglais imaginaire de Brigault (p. 205-206), selon lequel les princes expatriés bénéficiaires de telles lettres s'étaient ainsi « précautionnez pour ne point perdre le Droit, dont la qualité de Prince Etranger à l'égard de la France, les privait de plein droit et sans ressource, eux et leur Postérité ». Confirmant ce point de vue et celui de Pierre Dupuy, ou encore l'exposé de Bosquet (qui fait référence à Dupuy) dans son Dictionnaire raisonné des domaines et droits domaniaux, Jean-Baptiste Denisart, procureur au Grand Châtelet, fit dans sa Collection de décisions nouvelles et de notions relatives à la jurisprudence actuelle cette démonstration, en contradiction avec les observations du procureur général d'Aguesseau : « Le droit d'aubaine [...] s'étend jusques aux princes étrangers. La preuve s'en tire de l'exemple de plusieurs souverains de l'Europe, qui ont en différens tem obtenu des lettres de naturalité de nos Rois. » Ce jurisconsulte cite les cas suivants : René II, duc de Lorraine, et son fils Claude ; Laurent de Médicis et sa fille Catherine ; le duc de Mantoue et sa famille ; Guillaume, duc de Juliers ; Henri III, d'abord roi de Pologne (lettres dont il a été parlé plus haut et qui, dit Denisart tout comme Dupuy, permirent à ce prince et à ses hoirs éventuels de ne pas être « exclus de la couronne » de France) ; Philippe V (lettres révoquées en 1713, comme on l'a vu, à la suite de sa renonciation) ; Vincent Ier, duc de Mantoue, et ses deux fils, ainsi que Charles Ier de Mantoue. « Plusieurs arrêts ont d'ailleurs décidé, continue cet auteur, que les princes souverains étaient sujets au droit d'aubaine. » Et de mentionner les arrêts du 15 mars 1601 (cause perdue par le duc de Modène, qui se vit appliquer le droit d'aubaine, pour les duché de Chartres, terres de Gisors et Montargis), du 3 août 1651 (cause gagnée par Charles II de Mantoue « parce qu'il avait obtenu des lettres de naturalité », et qui put entrer en possession des duchés de Nivernais, de Mayenne et de Rethel), etc.